# کارسون (واشینگتن)
کارسون (به انگلیسی: Carson) یک منطقهٔ مسکونی در ایالات متحده آمریکا است که در واشینگتن واقع شده‌است. کارسون ۲٬۲۷۹ نفر جمعیت دارد و ۱۴۳ متر بالاتر از سطح دریا واقع شده‌است.